# Gaoshan, Fujian
Gaoshan (kinesiska: 高山) är en köping i sydöstra Kina. Den ligger i Fuqing i staden Fuzhou i provinsen Fujian, omkring 72 kilometer söder om provinshuvudstaden Fuzhou. Antalet invånare är 58 452. Befolkningen består av 29 592 kvinnor och 28 860 män. Barn under 15 år utgör 18,0 %, vuxna 15-64 år 72 %, och äldre över 65 år 9,0 %.